# Duoduo
Duoduo – wymarły rodzaj owadów z rzędu świerszczokaraczanów i rodziny Blattogryllidae, obejmujący tylko jeden znany gatunek: Duoduo qianae.
Rodzaj i gatunek typowy opisał w 2012 Cui Yinying. Opisu dokonano na podstawie pojedynczej skamieniałości pochodzącej z piętra keloweju w jurze, odnalezionej w Daohugou, na terenie chińskiej Mongolii Wewnętrznej. Nazwa rodzajowa pochodzi od mandaryńskiego 多 (pinyin: duō) oznaczającego „wiele” i nawiązuje do licznych rozgałęzień żyłek CuA1 i AA. Epitet gatunkowy nadano na cześć entomologa Qiana Yuhana. Autor nie przyporządkował taksonu do żadnej z rodzin. Dokonał tego w 2015 roku Danił Aristow, umieszczając go wśród Blattogryllidae.
Zachowany fragment przedniego skrzydła tego owada ma długość 34,5 mm oraz szerokość 12,4 mm. Szerokość pola pomiędzy przednim brzegiem skrzydła a tylną żyłką subkostalną dochodzi do 0,9 mm. W nasadowej ⅓ żyłka radialna dzieliła się na przednią i tylną; ta pierwsza była nierozgałęziona i prawie równoległa do tylnej subkostalnej, a ta druga miała co najmniej pięć odgałęzień. Krótka przednia żyłka kubitalna brała początek u nasady skrzydła, miała sześć odnóg i zlewała się dalej z żyłką medialną. Przednia z żyłek medialnych nie była scalona z tylną żyłką radialną. Pierwsza odnoga przedniej żyłki kubitalnej miała pięć odgałęzień. Pierwsza i druga odnoga przedniej żyłki analnej miały przynajmniej po trzy odgałęzienia.